# Synodita
Synodita es un género de escarabajos de la familia Chrysomelidae. El género fue descrito científicamente primero por Chapuis en 1875. Esta es una lista de especies perteneciente a este género:
- Synodita abdominalis (Jacoby, 1891)
- Synodita borrei Chapuis, 1875
- Synodita flavicollis (Jacoby, 1886)
- Synodita impura (Blackburn, 1888)
- Synodita melanocephla (Fabricius, 1775)